# La Sabotterie

La Sabotterie este o comună în departamentul Ardennes din nordul Franței. În 1 ianuarie 2022 avea o populație de 128 de locuitori.